# Naaf (Lohmar)
Naaf ist ein Weiler in Lohmar im Rhein-Sieg-Kreis in Nordrhein-Westfalen.

## Geographie
Naaf liegt im Nordosten der Stadt Lohmar. Umliegende Ortschaften und Weiler sind Unterstesiefen und Saal im Norden, Ingersauel im Nordosten, Rippert und Naafmühle im Südosten, Büchel (bei Naaf) im Süden, Bloch im Südwesten, Mailahn im Westen, Höffen und Heide im Nordwesten.

## Gewässer
Nordöstlich von Naaf fließt ein namenloser orographisch rechter Nebenfluss des Naafbachs. Südöstlich von Naaf fließt der Naafbach entlang, ein orographisch linker Nebenfluss der Agger.

## Sehenswürdigkeiten
Naaf liegt im Naturschutzgebiet Naafbachtal.

## Verkehr
Naaf liegt östlich der K 34. Das Anruf-Sammeltaxi (AST) sorgt für die Anbindung an den ÖPNV. Naaf gehört zum Tarifgebiet des Verkehrsverbund Rhein-Sieg (VRS).